# Skiltron
A Skiltron argentin folk-metal zenekar. 2004-ben alakultak Buenos Airesben. Zenéjükben a heavy és power metal stílusok elemei vegyülnek a népzenei elemekkel.

## Története
A zenekar gyökerei az 1997-ben alakult "Century" együttesre vezethető vissza, amelyet Matias Pena dobos és Emilio Souto zenész alapított. Ez 2001-ben feloszlott, 2004-ben viszont újraalakult, ezúttal Skiltron néven. Először egy demót adtak ki megalakulásuk évében, 2004-ben, első nagylemezüket 2006-ban jelentették meg. 2007-ben újabb demót dobtak piacra. 2008-ban, 2010-ben, 2013-ban és 2016-ban is megjelentettek nagylemezeket. A "Skiltron" név a skót függetlenségi háború ideje alatt alkotott katonai felállás elírásából (az eredeti elnevezés "schiltron") jött.

## Tagok
- Emilio Souto - buzuki, mandolin, elektromos gitár (2004-)
- Matias Pena - dobok (2004-)
- Ignacio López - basszusgitár (2011-)
- Pereg Ar Bagol - duda (2014-)
- Martin McManus - éneklés (2015-)

## Diszkográfia
- Gathering the Clans - demó, 2004
- The Clans Have United - nagylemez, 2006
- The Blind Harry Demo - demó, 2007
- Beheading the Liars - nagylemez, 2008
- The Highland Way - nagylemez, 2010
- Into the Battleground - nagylemez, 2013
- Legacy of Blood - nagylemez, 2016